# Сильна Україна
«Сильна Україна» — всеукраїнська політична партія, заснована 1999 року (в період 2012—2014 років не існувала). Лідером та головою партії з 2009 року був Сергій Тігіпко. Заступниками голови партії були Олександра Кужель, Костянтин Бондаренко та Олександр Ільчук.
Партія була заснована в 1999 році під назвою «Трудова партія України». Першим лідером партії був обраний Михайло Сирота. Після смерті Михайла Сироти в 2008 році партію очолив його син Дмитро Сирота. У 2009 році главою партії був обраний Сергій Тігіпко, а її назву змінено на «Сильна Україна». 17 березня 2012 року партія ухвалила рішення про саморозпуск, а членам партії було рекомендовано вступати до Партії регіонів. Сам лідер «Сильної України» Сергій Тігіпко став членом Партії регіонів, заступником її голови та членом політради. Але вже через два з половиною роки, 5 серпня 2014 року партія поновила свою діяльність, і знову на чолі з Сергієм Тігіпком.

## Історія

### Трудова партія України
19 червня 1999 року на установчому з'їзді у Києві була заснована Трудова партія Україна. Керівником партії було обрано Михайла Сироту. Тоді ж, у червні 1999 року, у Верховній раді України була створена фракція Трудової партії, до складу якої увійшло близько 30 народних депутатів.

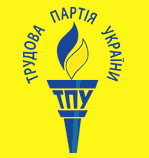
Герб Трудової партії України (1999—2009)

У 2000 році після з'їзду партії у Запоріжжі частина депутатів вийшла з ТПУ і створила фракцію «Трудова Україна», яку очолив Ігор Шаров, а потім головою цієї партії став Сергій Тігіпко.
У 2006 році Трудова партія України брала участь у парламентських виборах в складі «Блоку Бориса Олійника та Михайла Сироти». За даними Центральної виборчої комісії, цей блок набрав 0,08 % голосів.
У позачергових парламентських виборах 2007 року Трудова партія України взяла участь разом з Народною партією в складі «Блоку Литвина». Цей блок став п'ятою політичною силою, яка зуміла пройти до парламенту (3,96 % голосів і 20 місць).
25 серпня 2008 року Михайло Сирота загинув в автомобільній аварії. 4 жовтня новим лідером було обрано Сергія Павленка, але 18 жовтня замість нього був обраний Дмитро Сирота — син Михайла Сироти.

### Сильна Україна
28 листопада 2009 року головою партії був обраний Сергій Тігіпко, а назва партії була змінена на «Сильна Україна».
У 2010 році Тігіпко став третім на президентських виборах, набравши 13,05 % голосів.
16 серпня 2011 року Сергій Тігіпко і Микола Азаров виступили з ініціативою об'єднання партії «Сильна Україна» з Партією регіонів. 17 березня 2012 року на з'їзді «Сильної України» було прийнято рішення про саморозпуск, а членам партії було рекомендовано вступати до Партії регіонів. Сам лідер «Сильної України» Сергій Тігіпко в той же день був обраний членом Партії регіонів, заступником її голови та членом політради.

### Вибори до Верховної Ради 2014

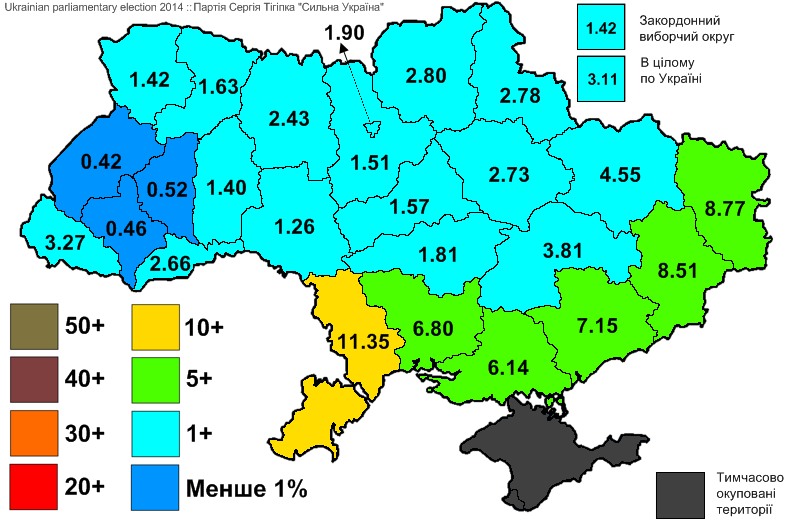
Результати виборів до ВР України. 2014 рік.

5 серпня 2014 року Сергій Тігіпко виступив з критикою чинної влади і повідомив про відновлення діяльності партії «Сильна Україна». Крім того була зроблена заява, що Сильна Україна братиме участь у позачергових парламентських виборах, які відбулися в жовтні 2014 року.
Перша десятка виборчого списку партії «Сильна Україна» на виборах:
1. Сергій Тігіпко — колишній секретар комітету комсомолу, олігарх, власник ПФГ «ТАС»
2. Валерій Хорошковський — власник медіахолдингу «ТВі», екс голова СБУ
3. Світлана Фабрикант — Народний депутат України, член фракції Партії регіонів
4. Андрій Гамов — комерційний директор, ТОВ "МІК «Даря»
5. Ігор Мазепа — член Наглядової ради ПАТ «Державний експортно-імпортний банк України»
6. Євген Жадан — перший заступник голови Дніпропетровської обласної ради
7. Лариса Мельничук — Народний депутат України, член фракції Партії регіонів
8. Вадим Гуржос — директор ТОВ «Студіопак Україна Лімітед», товариш Валерія Хорошоковського
9. Олександр Волков — Народний депутат України, член фракції Партії регіонів
10. Олег Шаблатович — Народний депутат України, член фракції Партії регіонів
11. Таріел Васадзе — олігарх, власник ПАТ «Укравто», Народний депутат України, член фракції Партії регіонів

У підсумку на позачергових виборах до Верховної ради 2014 року партія «Сильна Україна» посіла дев'яте місце за кількістю голосів виборців (491 471 голос — 3,11 %) і, не подолавши 5-відсоткового бар'єру, не пройшла до українського Парламенту партійним списком.